# Leonardo Pais
Leonardo Javier Pais Corbo (Minas, 7 juli 1994) is een Uruguayaans voetballer die bij voorkeur als middenvelder speelt. Hij stroomde in 2011 door vanuit de jeugd van Defensor Sporting.

## Clubcarrière
País komt uit de jeugdacademie van Defensor Sporting. Daarvoor debuteerde hij tijdens het seizoen 2012/13 in de Uruguayaanse Primera División. In zijn eerste seizoen kwam hij tot tien competitieduels.

## Interlandcarrière
País behaalde 14 caps voor Uruguay -20. Op het WK -20 in Turkije haalde hij met Uruguay -20 de finale. Uruguay verloor die na strafschoppen van Frankrijk -20.

## Statistieken
| Seizoen | Club              | Competitie       | Wedstrijden | Doelpunten |
| ------- | ----------------- | ---------------- | ----------- | ---------- |
| 2012/13 | Defensor Sporting | Primera División | 10          | 0          |
| 2013/14 | Defensor Sporting | Primera División | 12          | 0          |